# Mariscal Subikuski
Mariscal Subikuski es una localidad del estado mexicano de Chiapas. Es parte del municipio de Tumbalá.

## Demografía
| Gráfica de evolución demográfica |
|                                  |

| Censo | Población |
| ----- | --------- |
| 1900  | 207       |
| 1910  | 90        |
| 1921  | —         |
| 1930  | 215       |
| 1940  | 664       |
| 1950  | 1058      |
| 1960  | 546       |
| 1970  | 703       |
| 1980  | 771       |
| 1990  | 850       |
| 2000  | 924       |
| 2010  | 1,036     |
| 2020  | 1,268     |